# Sint Praxedis (Vermeer)

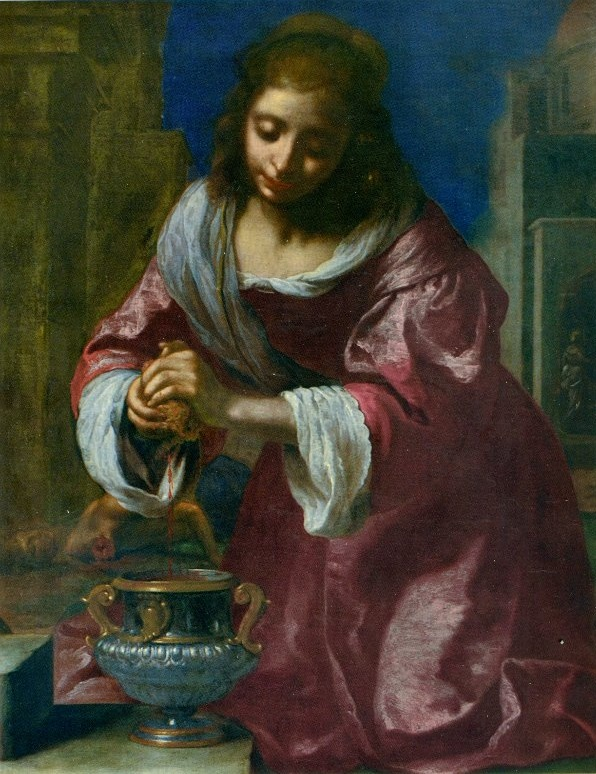
Ficherelli's origineel (circa 1645)

Sint Praxedis is een schilderij toegeschreven aan de Hollandse meester Johannes Vermeer. Deze zou het doek rond 1655 hebben vervaardigd naar het voorbeeld van het gelijknamige schilderij van de Florentijnse schilder Felice Ficherelli. De toeschrijving is echter omstreden.

## Beschrijving
Het onderwerp van het werk is de heilige Praxedis, een Romeinse adellijke dame uit de tweede eeuw die bekendstond om haar verzorging van de lichamen van christelijke martelaren. Praxedis knijpt zorgvuldig het bloed van de onthoofde martelaar achter haar uit in een kom. Het crucifix in haar handen (die ontbreekt in Ficherelli's origineel) symboliseert dat het bloed van Christus vermengd wordt met dat van de martelaren.
De rustige, eerbiedige uitstraling van de heilige heeft volgens Vermeerkenner Arthur K. Wheelock Jr. overeenkomsten met dat van Slapend meisje.

## Eigendom
Over de herkomst, de provenantie, van voor 1943 is niets bekend. Een schilderij dat overeenkomt met dit doek komt in de inventaris van Johannes Vermeer niet voor. In 1943 werd het schilderij aangeboden op de veiling van een klein veilinghuis in New York. Het schilderij was tussen 1943 en 1969 in het bezit van Erna en Jacob Reder. In 1969 werd het tentoongesteld in het Metropolitan Museum of Art in New York. Tijdens deze tentoonstelling over Florentijnse kunst hing het schilderij onder de naam van Ficherelli. Ondanks de signatuur "Meer 1655" werd het schilderij niet als een mogelijke Vermeer gezien. Van 1969 tot 1987 was het schilderij in bezit van de kunsthandel Spencer Samuels & Co. Deze kunsthandel verkocht het schilderij in 1987 aan Barbara Piasecka Johnson. Haar erfgenamen lieten het schilderij op 8 juli 2014 veilen door Christie's. Het schilderij bracht 7,8 miljoen euro op.

## Toeschrijving
Arthur K. Wheelock jr., voorheen curator van de National Gallery of Art in Washington, D.C., is de voornaamste voorvechter om het schilderij aan Johannes Vermeer toe te schrijven. Wheelock bracht zijn standpunt in 1986 naar buiten en plaatste Sint Praxedis bij de grote Vermeertentoonstellingen in Washington en Den Haag van 1995-96 prominent naast Diana en haar nimfen en Christus in het huis van Martha en Maria, twee vroege werken van Vermeer. Argumenten voor toeschrijving aan Vermeer zijn onder anderen de twee signaturen. Op het schilderij staat linksonder "Meer 1655" en rechtsonder "Meer N R..o.o", wat volgens Wheelock VerMeer Naar Riposo (de bijnaam van Ficherelli) betekent. Laboratoriumonderzoek toonde overeenkomsten met in Holland gebruikte technieken en materialen en Wheelock zag parallellen met andere vroege werken van Vermeer.
Wheelocks theorie werd in 2014 ondersteund door nieuw onderzoek. Voorafgaand aan de verkoop door de erven Piasecka Johnson, verklaarden onderzoekers van het Rijksmuseum en de Vrije Universiteit Amsterdam op basis van een nieuwe analyse dat de samenstelling van de witte verf overeenkomt met de verf die de schilder in een ander vroeg werk, Diana en haar nimfen (circa 1653-1655) gebruikte en dat het daarom toch vrijwel zeker om een authentiek stuk gaat. Het gebruikte loodwit dat als ondergrond van het schilderij is gebruikt is volgens de onderzoekers typisch Nederlands en beslist niet Italiaans. Nederlands loodwit werd echter ook naar Italië geëxporteerd, dus critici accepteerden deze conclusie niet voetstoots.
Vermeerexperts als Walter Liedtke, Jørgen Wadum, Frits Duparc en Albert Blankert wezen de toeschrijving aan Vermeer af. De chef-restaurator van het Mauritshuis, Jørgen Wadum, vergeleek de schildertechniek van Sint Praxedis met andere Vermeers. Hij was van mening dat het niet om een Vermeer kon gaan en hield de signatuur voor een latere toevoeging. Volgens Jørgen Wadum ging het om een tweede versie van de hand van Ficherelli. Ook andere experts waren zeer kritisch over de toeschrijving en in 2008 werd Sint Praxedis in de Vermeermonografie van Walter Liedtke niet genoemd.
Dat de katholieke Vermeer een of meer religieuze stukken zou hebben geschilderd was een vermoeden dat al voor de Tweede Wereldoorlog door de kunstkenner Abraham Bredius werd uitgesproken. Dat bracht de vervalser Han van Meegeren op het idee om een door hem geschilderd religieus schilderij als een authentieke vroege Vermeer te presenteren.